# Fototranzystor
Fototranzystor – element optoelektroniczny złożony z trzech warstw półprzewodnika o kolejno zmieniających się typach przewodnictwa (n-p-n lub p-n-p). Łączy on w sobie właściwości fotodiody i wzmacniające działanie tranzystora.

## Działanie
Złącze kolektor–baza jest wykonane jak fotodioda. Promieniowanie padające na ten obszar powoduje przepływ prądu bazy, który wymusza proporcjonalny prąd kolektora. Dzięki temu możliwe jest sterowanie prądem kolektora przez sygnały świetlne.